# Besciva longitudinella
Besciva longitudinella är en fjärilsart som beskrevs av August Busck 1914. Besciva longitudinella ingår i släktet Besciva och familjen stävmalar. Inga underarter finns listade i Catalogue of Life.